# بقای شیء
در روان‌شناسی، بقای شیء یا پایداری شیء اشاره به این درک در انسان دارد که می‌دانیم اشیاء حتی زمانی که دیگر آن‌ها را با حواس پنج‌گانه ادراک نمی‌کنیم همچنان وجود دارند. بقای شیء یک مفهوم پایه‌ای در زمینهٔ روان‌شناسی رشد است، زیررشته‌ای از روانشناسی که به رشد توانایی‌های روانی و اجتماعی کودکان و نوزادان می‌پردازد. هنوز اجماع علمی دربارهٔ زمانی که انسان به درک درست و کامل از بقای شیء در طی دورهٔ رشد خود می‌رسد، وجود ندارد.
ژان پیاژه، روان‌شناس سوئیسی، نخستین کسی بود که بقای شیء در نوزادان را مورد مطالعه قرار داد. وی معتقد بود که بقای شیء یکی از مهم‌ترین ادراکاتی است که نوزادان به آن دست می‌یابند، چرا که بدون این مفهوم، اشیاء از نظر نوزاد وجود مستقل و دائمی نخواهند داشت. در نظریه رشد مرحله‌ای پیاژه، مرحلهٔ حسی حرکتی یعنی از بدو تولد تا دو سالگی نوزاد، زمان شکل‌گیری این درک دانسته شده‌است. پیاژه بر این باور بود که تعبیر و درک نوزاد از جهان، به مهارت‌های حرکتی آنان بستگی دارد، چرا که نوزاد به این مهارت‌ها نیاز دارد تا بتواند ارتباطی بین بازنمودهای بصری، لامسه‌ای و حرکتی اشیاء برقرار کند. بر اساس این دیدگاه نوزاد به وسیلهٔ لمس کردن و دست زدن به اشیاء است که به بقای شیء پی می‌برد. مطالعات اخیر محققان تا حدی نظریات پیاژه را زیر سؤال برده‌است اما همچنان نظریه رشد مرحله‌ای، پایه و چارچوب تحقیقات پیرامون بقای شیء است.
وجود این درک در حیوانات اعم از پستانداران و غیرپستانداران نیز به اثبات رسیده‌است. این درک در خارج از موضوع اصلی خود یعنی روانشناسی نیز مورد توجه بوده و در زمینه‌های جامعه‌شناسی و فلسفه نیز مباحث زیادی پیرامون آن شکل گرفته‌است.

## نظریه رشد مرحله‌ای پیاژه و اصطلاح‌شناسی بقای شیء
مفهوم بقای شیء بخشی از نظریهٔ رشد مرحله‌ای ژان پیاژه، روان‌شناس رشد و شناخت‌شناس سوئیسی، است. پیاژه نخستین بار در سال ۱۹۵۴ توضیحاتی دربارهٔ توالی تغییرات در رفتار کاوشگرانه نوزادان ارائه کرد که این نخستین پژوهش رسمی و سنگ‌بنای مفهوم بقای شیء بود. این نظریه به رابطهٔ رشد طبیعی توانایی‌های کودک و تعاملش با محیط می‌پردازد. در این نظریه به جای آنکه کودک، پذیرندهٔ منفعل مقتضیات رشد زیستی یا محرک‌های تحمیل‌شده از بیرون دانسته شود، مشارکت‌کننده‌ای فعال دانسته می‌شود. پیاژه در این نظریه کودکان را به‌سان «دانشمندان محققی» می‌دید که با اشیاء و رویدادهای محیط‌شان دست به تجربه می‌زنند تا ببینند چه اتفاقی می‌افتد. نتایج این آزمایش‌ها برای ساختن نظریه‌هایی دربارهٔ نحوهٔ عمل دنیای فیزیکی و اجتماعی به کار می‌رود. کشف مهم کودک در این مرحله، دستیابی به مفهوم بقای شیء است، یعنی آگاهی از این که اشیاء حتی وقتی که در معرض حواس نیستند، باز هم وجود دارند. اگر اسباب‌بازی را در حالی که کودک ۸ ماهه‌ای دست به سوی آن دراز کرده، با پارچه‌ای بپوشانیم، کودک بلافاصله از کار خود دست می‌کشد و به نظر می‌رسد به اسباب‌بازی بی‌علاقه شده‌است. کودک نه شگفت‌زده می‌شود و نه آشفته، فقط دیگر برای رسیدن به اسباب‌بازی تلاش نمی‌کند و به گونه‌ای عمل می‌کند که گویا آن شیء دیگر وجود خارجی ندارد.
اصطلاح «بقای شیء» به این اشاره دارد که کودک، در بدو تولد تنها در زمان حال زندگی می‌کند و هیچ فهم آگاهانه‌ای از گذشته و آینده ندارد؛ به عبارت دیگر «بقای شیء» خلاصهٔ عبارت «شخص یا شیء، خارج از دید هم وجود دارد» است.

## پژوهش‌های اولیه
پیاژه در آزمون‌های رفتاری نوزادان به آزمایش آن‌ها و کسب و جمع‌آوری اطلاعات در این باره پرداخت. او بقای شیء را با مشاهدهٔ واکنش نوزادان در زمانی که شیء یا اسباب‌بازی مورد علاقه‌شان، ابتدا در دسترس آن‌ها قرار داده می‌شد و سپس روی آن با پتو پوشانده می‌شد یا دور از دیدشان قرار می‌گرفت، مورد مطالعه قرار داد. آزمون بقای شیء یکی از نخستین روش‌ها برای ارزیابی و سنجش حافظهٔ کاری به‌شمار می‌رود. نوزادانی که فرایند شکل‌گیری بقای شیء در آن‌ها آغاز شده‌است، ممکن است برای دست‌یافتن به آن اسباب‌بازی یا شیء، تلاش کرده و پتو را از روی شیء بردارند. نوزادانی که این فرایند در آن‌ها آغاز نشده‌است، ممکن است سردرگم شوند.
پیاژه این نشانه‌های رفتاری را به عنوان مدرکی بر این باور برشمرد که وقتی شیئی از نظر نوزاد پنهان می‌شود، نوزاد فکر می‌کند که آن شیء دیگر وجود ندارد. واکنش عمدهٔ نوزادانی که فرایند کسب استعداد تشخیص بقای شیء در آن‌ها شروع شده بود، با ناکامی همراه بود، چرا که این نوزادان می‌دانستند شیء مورد نظرشان وجود دارد، اما نمی‌دانستند که کجاست. با این حال، واکنش نوزادانی که استعداد تشخیص بقای شیء در آن‌ها شروع نشده بود، با بی‌اعتنایی همراه بود. اگر نوزاد در پی جستجو برای پیدا کردن شیء برمی‌آمد، فرض بر این گرفته می‌شد که وی — با وجود اینکه قادر به دیدن یا لمس کردن جسم نیست — معتقد به وجود آن است.

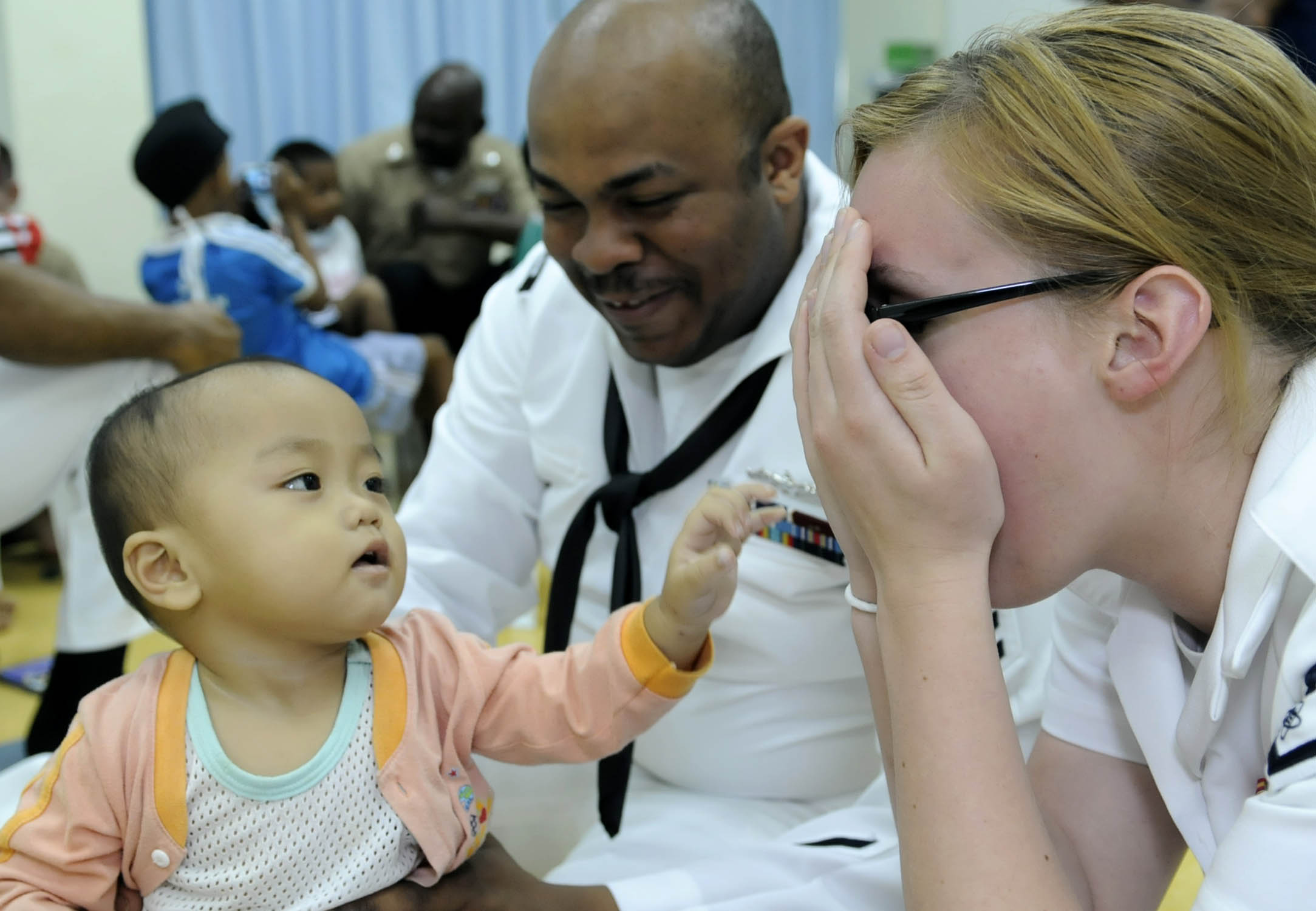
بازی دالی موشه یکی از مثال‌های پایه در آزمایش‌های بقای شیء است.

پیاژه اینطور استنتاج کرد که برخی از نوزادان برای تشخیص بقای شیء هنوز به سن کافی نرسیده‌اند. این نتیجه‌گیری، دلیل عدم گریهٔ برخی نوزادان در حین عدم حضور مادرشان را توجیه می‌کرد («خارج از دید، خارج از فهم»). عدم درک بقای شیء ممکن است باعث به وجود آمدن خطای آ همان ب نیست شود، به‌طوری‌که نوزاد تلاش می‌کند یک شیء را از مکانی بردارد که آن شیء دیگر در آن مکان قرار ندارد (جابجا شده باشد). احتمال بروز خطای آ همان ب نیست در نوزادان با سن بالاتر نسبت به نوزادان با سن پایین‌تر، کمتر است، زیرا آن‌ها نسبت به نوزادان کوچک‌تر، درک بهتری نسبت به مفهوم بقای شیء دارند. با این وجود، محققان به این نتیجه رسیده‌اند که خطاهای آ همان ب نیست همیشه به صورت یکنواخت رخ نمی‌دهند. آن‌ها نتیجه گرفته‌اند که این خطا می‌تواند به دلیل نقصی در حافظهٔ نوزاد یا به خاطر این حقیقت باشد که نوزادان عموماً تمایل به تکرار کردن رفتارهای حرکتی پیشین خود دارند. پیاژه دریافته بود هنگامی که دو گلوله خمیر را جلوی کودک قرار می‌دهد وی واقف است که این دو برابرند اما وقتی یکی از گلوله‌ها را به صورت دراز و باریک درآورد کودک خمیر دراز را بزرگتر از خمیر گلوله‌ای تشخیص می‌دهد؛ همچنین دریافت که کودکان بالای هفت سال قدرت تشخیص برابر بودن دو خمیر را دارند، وی این موضوع را «مفهوم نگهداری ذهنی» نامید.

## انتقادها
بیارژوئون، اسپلکی و واسرمن در پژوهش مشترکی در دهه ۱۹۸۰ دستاورد پیاژه در خصوص نظریهٔ بقای شیء را بااهمیت توصیف کرده‌اند، اما اعتقاد دارند روش‌های جدیدتر آزمایش کنش‌های ذهنی نوباوگان و کودکان پیش‌دبستانی، آشکار ساخته‌اند که پیاژه استعدادهای آن‌ها را کمتر از آنچه هست برآورد کرده‌است. آن‌ها آزمایشی تحت عنوان «آزمایش بقای شیء» ترتیب داده‌اند که مؤید نظر آن‌هاست. این آزمایش به این شرح است:
صفحه‌ای گردان در معرض دید کودک قرار می‌گیرد و منتظر می‌مانیم تا کودک، دیگر توجهی به آن نکند. حال جعبه را طوری قرار می‌دهیم که صفحه، آن را پنهان سازد. کودک یا می‌تواند رویداد ممکن یعنی گردش صفحه تا اصابت به جعبه و سپس برگشت صفحه به وضعیت آغازین را تماشا کند، یا رویداد غیرممکن یعنی عبور صفحه از جعبه را. کودکان رویداد غیرممکن را بیشتر تماشا می‌کنند. این امر دلالت بر آن دارد که آنان می‌فهمند جعبهٔ پنهان شده همچنان وجود دارد.
این پژوهشگران چنین استدلال کردند که اگر کودکان فکر می‌کردند که جعبه به رغم قرار گرفتن در پشت صفحه همچنان وجود دارد، در این صورت از مشاهدهٔ عبور صفحه از جعبه (رویدادی غیرممکن) باید شگفت‌زده می‌شدند. رویداد غیرممکن هرچند از نظر ادراکی مشابه رویدادی بود که کودک بارها مشاهده کرده و به آن بی‌توجه شده بود، اما برای کودکان جالب‌تر از رویداد فیزیکی ممکن (توقف صفحه در نیمهٔ راه و برگشتن به موقعیت قبلی) بود که آن‌ها هیچ‌وقت آن را ندیده بودند. باید توجه داشت که کودکان شرکت‌کننده در این آزمایش، چهار و نیم ماهه بودند و بنابراین بقای شیء را ۴ تا ۵ ماه زودتر از پیش‌بینی نظریهٔ پیاژه نشان دادند. تکرار این آزمایش نشان داده‌است که بعضی از کودکان در سه و نیم ماهگی به درک بقای شیء دست می‌یابند.روانشناسان رشد به‌طور کلی بر این عقیده‌اند که یافته‌های جدید، نشان می‌دهد که پیاژه توانایی کودکان در درک بقای شیء را کمتر از آنچه هست برآورد کرده بود و نظریهٔ وی از جهات بسیاری به چالش کشیده شده‌است اما در اینکه کدامیک از دیدگاه‌های رقیب بهترین آن‌هاست اتفاق نظر وجود ندارد. مهم‌ترین رویکردهایی که نظریهٔ پیاژه را به چالش کشیده‌اند رویکرد پردازش اطلاعات و رویکرد دانش‌اندوزی هستند. برخی از روانشناسان رشد که در وجود مراحل کیفی در رشد شناختی تردید کرده‌اند، بر این باورند که پس از دورهٔ نوباوگی، کودکان و بزرگسالان اساساً استعدادها و فرایندهای شناختی مشابهی دارند و تفاوت بین آن‌ها عمدتاً مربوط به خزانهٔ گسترده‌تر دانش در بزرگسالان است. مقصود آن‌ها از دانش، صرفاً مجموعهٔ گسترده‌تری از دانسته‌ها نیست، بلکه درک عمیق‌تر از نحوهٔ سازمان‌بندی دانسته‌ها در حیطه‌های خاص را مد نظر دارند؛ این فرایند بخشی از «رویکردهای دانش‌اندوزی» خوانده می‌شود و مرزهای بقای شیء را متفاوت از آنچه که پیاژه در ذهن داشت نشان می‌دهد. پژوهشگرانی همچون بوئر و دایمند معتقدند طبق آزمایش‌هایشان شکست نوزادان کم سن در یافتن اشیای پنهان بیش از آنکه ناشی از عدم درک بقای شیء باشد از ناتوانی مغز در انجام اقدامات هماهنگ نشئت می‌گیرد.

### ناهمخوانی شواهد
در سال‌های اخیر، دیدگاه پایهٔ پیاژه دربارهٔ درک مفهوم بقای شیء توسط یکسری از مطالعات، به چالش کشیده شده‌است. این مطالعات نشان داده‌اند که نوزادان خیلی کم‌سن هم دربارهٔ وجود اشیاء، درک واضحی دارند، حتی اگر آن اشیاء خارج از دید آن‌ها قرار گرفته باشند. بوور وجود درک مفهوم بقای شیء در کودکان سه‌ماهه را نشان داده‌است. این برخلاف دیدگاه پیاژه مبنی بر توانایی کودک در یافتن اشیای پنهان در مرحلهٔ «هماهنگ‌سازی واکنش‌های گردشی ثانویه» است، چرا که در نظریهٔ پیاژه، کودکان تا وقتی که هشت تا دوازده‌ماهه نشدند، قرار نیست درکی راجع به شیئی که کاملاً مخفی شده، داشته باشند. آزمایش زیر به تشریح این ایده می‌پردازد:
در اولین بررسی، به نوزادان یک ماشین اسباب‌بازی نشان داده شده که از بالای ریلی شیب‌دار سرازیر می‌شد و پشت یک صفحه مخفی می‌شد و در حالی که هنوز در همان ریل قرار داشت، از طرف دیگر آن صفحه پدیدار می‌شد. سپس محققان یک «رویداد ممکن» به وجود آوردند که در آن یک موش اسباب‌بازی در آنسوی ریل قرار گرفت (نه روی ریل)، اما پشت صفحه مخفی بود و دیده نمی‌شد. سپس در همان حالت، یک ماشین هم از ریل سرازیر می‌شد. سپس، محققان یک «رویداد غیرممکن» ایجاد کردند. در این حالت، موش اسباب‌بازی روی ریل قرار گرفت، اما پس از اینکه صفحه روی آن را پوشاند، موش به صورت مخفیانه از پشت آن برداشته شد تا طوری به نظر برسد که ماشین بدون توقف، از روی موش اسباب‌بازی رد می‌شود. همچنین در یک بررسی در سال ۱۹۹۱، محققان آزمایشی با دو هویج با اندازه‌های گوناگون (یکی بزرگ و یکی کوچک) انجام داند تا واکنش نوزادان را در حالی که هویج‌ها به پشت یک دیوار کوتاه منتقل می‌شوند را امتحان کنند. دیوار به صورت ویژه برای این ساخته شده بود که هویج کوچکتر را مخفی کند، اما برای آزمایش کردن الگوهای عادتی نوزادان در حین مخفی کردن هویج بلندتر در پشت دیوار هم مورد استفاده قرار گرفت (رویداد غیرممکن). نوزادانی که سنی به اندازهٔ سه و نیم ماه داشتند، در برابر رویداد غیرممکن بیشتر ترغیب شدند و با رویداد ممکن هم بیشتر خو گرفتند. این آزمایش نشان داد که این نوزادان ممکن است از وقوع آن رویداد غیرممکن متعجب شده باشند، که نشان می‌دهد آن‌ها نه فقط وجود داشتن آن موش اسباب‌بازی را بیاد داشتند (بقای شیء)، بلکه مکان آن را هم به یاد داشتند. این قضیه در آزمایش مربوط به هویج بلندتر در دومین آزمایش هم تأیید شد. این آزمایش نشان داد که نوزادان زودتر از آنچه که پیاژه گفته بود، دربارهٔ اشیاء ادراک به‌دست می‌آورند.
در حالت کلی چهار چالش در رابطه با چارچوب پیاژه وجود دارد:
1. مشخص نیست که آیا کودکان بدون معلولیت نشانه‌های درک مفهوم بقای شیء را زودتر از مدت زمان ادعایی پیاژه در خود نشان می‌دهند یا نه.[۱۹]
2. دربارهٔ اینکه استفاده از انواع روپوش‌های مختلف و جایگیری مختلف اشیاء در صحنه، چقدر می‌تواند در میزان سختی آزمایش برای کودک مؤثر باشد، اختلافاتی وجود دارد.[۲۰]
3. مناقشه دربارهٔ اینکه بدون مهارت‌های حرکتی‌ای که پیاژه آن‌ها را برای فراگیری بقای شیء اساسی می‌دانست، بقای شیء همچنان قابل اندازه‌گیری یا اکتساب هست یا نه.[۲۱]
4. استنباط پیاژه مبنی بر توانایی درک یا عدم درک نوزادان از خطای آ همان ب نیست به چالش کشیده شده‌است. مطالعات در این رابطه نشان می‌دهند فاکتورهایی مثل ظرفیت محدود حافظه نوزادان، مشکل در بومی‌سازی محیط برای نوزاد و ناتوانی نوزاد در کنترل مهارت‌های حرکتی‌اش هم در نتیجه‌گیری نهایی نقش داشته‌اند و خطای آ همان ب نیست را نمی‌توان به تنهایی مورد بررسی قرار داد.[۱۶]

یکی از انتقادات نسبت به نظریه پیاژه این است که فاکتورهای فرهنگ و تربیت، تأثیر عمیق‌تری بر روی رشد کودک، نسبت به آنچه که پیاژه در نظر گرفته بود، دارند. این فاکتورها به این وابسته هستند که فرهنگ کودکان، چه مقدار تمرین در دورهٔ فرایندهای رشدی نوزادان برای آن‌ها در نظر گرفته‌است که از جمله این مهارت‌ها، می‌توان به مهارت‌های مکالمه‌ای اشاره کرد.
الیزابت اسپلکی در پژوهشی مشترک با دو تن از روانشناسان دانشگاه ایلینوی به این نتیجه رسیده‌است که برخلاف ادعای پیاژه در سال ۱۹۵۴، کودکان از سن ۵ ماهگی درک می‌کنند که اشیاء همچنان وجود دارند حتی در زمانی که در دسترس نباشند. همچنین نتایج این تحقیقات نشان می‌دهد که کودکان در ۵ ماهگی به درک این نکته رسیده‌اند که نمی‌توان اشیاء را به فضایی که توسط شیء دیگری اشغال شده‌است انتقال داد. پژوهش‌های دیگری نشان می‌دهند که عوامل متعددی بر رشد تفکر عملیات عینی اثر می‌گذارند. برای مثال، برخی روش‌های اختصاصی فرهنگی بر کسب تسلط کودکان در انجام تکالیف پیاژه‌ای اثر می‌گذارد. افزون بر این، شواهدی دیگر این نکته را نشان می‌دهند که استدلال در عملیات عینی لزوماً مرحلهٔ جهان‌شمولی از رشد نیست که طی اواسط کودکی ظهور کند، بلکه محصولی از زمینهٔ فرهنگی و نحوهٔ به‌کارگیری دستورالعمل‌ها است.

## مراحل
در نظریهٔ رشد مرحله‌ای پیاژه شش مرحله برای بقای شیء تعریف شده‌است. به این ترتیب:
| مرحله                                 | سن             | ویژگی‌ها |
| ------------------------------------- | -------------- | --- |
| مرحلهٔ کلی عکس‌العمل‌های غیرارادی        | ۰ تا ۱ ماهگی   | کودکان می‌آموزند بدن چگونه کار و حرکت می‌کند. در این سن، دید کودکان تار و مدت زمان دقت کردن و حواس‌جمعی آن‌ها در طول دورهٔ شیرخوارگی، کوتاه است. آن‌ها به‌طور خاص از اشیاء آگاه نیستند تا بفهمند که آن اشیاء از دیدشان ناپدید شده‌است. با این وجود، کودکانی که بیش از ۷ دقیقه از تولدشان می‌گذرد، ترجیح می‌دهند تا به صورت افراد نگاه کنند. سه دستاورد اولیه در این مرحله برای نوزادان عبارتند از: مکیدن، دنبال کردن حرکات و اشیاء با چشم، و مشت کردن دست‌ها تحت شرایط محیطی. |
| واکنش‌های گردشی اولیه                  | ۱ تا ۴ ماهگی   | در این سن کودکان متوجه اشیاء می‌شوند و شروع به دنبال کردن حرکات اشیاء با چشم می‌کنند. وقتی که شیئی جابجا می‌شود، آن‌ها برای چند لحظه، همچنان به همان جای قبلی آن جسم چشم می‌دوزند. آن‌ها در حین بازی با اشیاء، اندام‌های چشم، بازو، دست و پای خود را «کشف می‌کنند». در این مرحله، کودک شروع به پاسخ دادن به تصاویر و صداهای آشنا (مثل چهرهٔ پدر یا مادر) می‌کند و به صورت پیش‌نگرانه‌ای، به رویدادهای آشنا واکنش نشان می‌دهند (مثل باز کردن دهان برای قاشق غذا). در این مرحله، از واکنش‌های انعکاسی نوزادان کاسته و رفتار تعمدی پدیدار می‌شود. |
| واکنش‌های گردشی ثانویه                 | ۴ تا ۸ ماهگی   | کودکان به جسمی که جزئی از آن پنهان شده‌است دست می‌یابند، که این مسئله نشان می‌دهد آن‌ها آگاه هستند که همهٔ شیء هنوز آنجاست. با این حال اگر جسم کاملاً پنهان شود، نوزادان تلاشی برای دستیابی به آن نمی‌کنند. در این سن نوزاد می‌آموزد که دریافت‌های بصری و ادراکی خود را هماهنگ کند. واکنش‌های نوزاد به صورت تعمدی هستند، اما نوزاد تمایل به تکرار کردن واکنش‌های مشابه بر روی همان شیء دارد. |
| هماهنگ‌سازی واکنش‌های گردشی ثانویه      | ۸ تا ۱۲ ماهگی  | این مرحله، مهم‌ترین مرحله در رشد ادراکی نوزاد پنداشته شده‌است. در این مرحله، کودک مفهوم علیت (رابطه مؤثر و اثر) را درک می‌کند و هدفمند است. اولین نشانه‌های درک مفهوم بقای شیء در کودک بروز می‌کند، چرا که اگر کودک ببیند که کسی در حال مخفی کردن یک شیء است، می‌تواند آن شیء را بازیابی کرده و به دست آورد. این مرحله با خطای کلاسیک آ همان ب نیست همراه است. پس از موفقیت کودک در بازیابی جسم پنهان در یک موقیعت (آ)، کودک از بازیابی همان شیء در مکانی دیگر (ب) ناتوان خواهد بود. |
| واکنش‌های گردشی ثالثه                  | ۱۲ تا ۱۸ ماهگی | در این سن کودک به دانش وسیله-هدف دست می‌یابد و به توانایی حل مسائل جدید می‌رسد. کودک اکنون قادر به بازیابی شیئی است که چندین مرتبه در منظرش مخفی شده باشد، اما نمی‌تواند اشیایی که خارج از حوزه ادراکی‌اش هست را بیابد. |
| ابداع روش‌های جدید از طریق ترکیب روانی | ۱۸ تا ۲۴ ماهگی | در این سن، کودک بقای شیء را به‌طور کامل درک کرده‌است و دیگر در دام خطای آ همان ب نیست نخواهد افتاد. همچنین کودک قادر است مفهوم چیزهایی که در ظروف مخفی شده را بفهمد. مثلاً اگر یک اسباب‌بازی در یک جعبه کبریت پنهان شود و جعبه کبریت هم زیر یک بالش گذاشته شود، سپس بدون اینکه کودک ببیند، اسباب‌بازی از قوطی‌کبریت خارج شود، و قوطی‌کبریت به کودک داده شود، کودک به محض اینکه متوجه شد اسباب‌بازی در قوطی‌کبریت نیست، زیر بالشت را برای پیدا کردن اسباب‌بازی جستجو خواهد کرد. کودک قادر است برای خود یک تصویر ذهنی بسازد، آن را به خاطر بسپارد، و برای حل مسائل آن را دستکاری کند. این توانایی شامل حل مسائل مرتبط با بقای شیء که منحصراً مبتنی بر ادراک کودک نیست، می‌شود. کودک اکنون می‌تواند دربارهٔ مکان احتمالی شیئی که به صورت مخفیانه جابجا شده‌است، استدلال کند. |

در حالت کلی بقای شیء در مراحل مختلف با ویژگی‌های مخصوصی معنا می‌یابد که به شرح زیر است:
| مرحله                         | ویژگی‌ها |
| ----------------------------- | --- |
| حسی حرکتی (تولد تا ۲ سالگی)   | — خود را از اشیاء تمییز می‌دهد. — خود را به عنوان فاعل اعمال خویش شناخته و شروع به فعالیت هدفمند می‌کند (خودآگاهی). — به مفهوم بقای شیء دست می‌یابد؛ درک می‌کند که اشیاء حتی وقتی که حواس را تحریک نمی‌کنند باز هم وجود دارند. |
| پیش عملیاتی (۲ تا ۷ سالگی)    | — استفاده از اشیاء را به صورت تصویر ذهنی و واژه یادمی‌گیرد. — تفکرش همچنان خودمحور بوده و نگریستن از دید دیگران برایش دشوار است. — اشیاء را بر اساس ویژگی‌هایشان طبقه‌بندی می‌کند (رنگ، شکل، جنس و …)                         |
| عملیات عینی (۷ تا ۱۱ سالگی)   | — می‌تواند دربارهٔ اشیاء و رویدادها به‌طور منطقی فکر کند. — به درک عدد (۶ سالگی) جرم (۷ سالگی) و وزن (۹ سالگی) دست می‌یابد. — به طبقه‌بندی اشیاء به‌طور تک‌بعدی پایان داده و اشیاء را بر اساس چندین ویژگی‌شان طبقه‌بندی می‌کند.     |
| عملیات صوری (۱۱ سالگی به بعد) | — می‌تواند به‌طور منطقی دربارهٔ گزاره‌های مجرد فکر کند و به‌طور نظام‌دار به آزمودن فرضیه‌ها بپردازد. — به مسائل فرضی، آینده و جهان‌بینی می‌پردازد.                                                                                 |

## بقای شیء در افراد ناتوان
یکی از زمینه‌های اصلی مطالعه در مورد بقای شیء این است که ناتوانی‌های فیزیکی (کوری، فلج مغزی، ناشنوایی) و ناتوانی‌های هوشی (سندروم داون و غیره) چگونه می‌توانند بر رشد مهارت بقای شیء مؤثر باشند. نتایج مطالعه‌ای مربوط به سال ۱۹۷۵ و ۱۹۷۶ نشان دادند که حوزهٔ کنش و تعامل اجتماعی، تنها حوزه‌ای است که کودکان دارای ناتوانی‌های هوشی، ضعیف‌تر از کودکان سالم و عادی عمل می‌کنند. کودکان دارای این ناتوانی‌ها، کارهای تقلیدی و علیتی را ضعیف‌تر از کودکان سالم انجام می‌دادند. با این حال، روند کسب مهارت بقای شیء مثل کودکان سالم بود، چرا که به کنش اجتماعی ربطی نداشتند.
برخی روانشناسان بر این باورند که بقای شیء به خودی خود نمی‌تواند پیش‌بینی‌کنندهٔ موفقیت‌های ارتباطی باشد، اما به همراه تعدادی از توانایی‌های حسی و حرکتی دیگر، می‌تواند نقش مهمی را در رشد توانایی‌های ارتباطی کودکان دارای معلولیت‌های شدید و تعامل با آن‌ها ایفا کند. در سال ۲۰۰۶ در یک مطالعه، تسلط کامل بر بقای شیء، به عنوان یکی از مهارت‌های مهم در رشد توانایی ارتباطی کودکان و ساختار ذهنی آن‌ها معرفی شد. مهارت بقای شیء علاوه بر اینکه با مهارت اکتساب زبان ارتباط دارد، با خویشتن‌آگاهی نیز در ارتباط است. در همین بررسی، مطالعه‌ای هم بر روی تأثیر سندروم داون بر روی مهارت بقای شیء صورت پذیرفت. دربارهٔ اثرات بقای شیء در کودکان مبتلا به سندروم داون، نتایج به گونه‌ای بود که نشان می‌داد علت موفقیت کودکان مبتلا به این معلولیت در کسب مهارت بقای شیء، قدرت اجتماعی آن‌ها در تقلید بوده‌است. در کنار تقلید که یک عامل بالقوه در موفقیت کودکان دارای سندروم داون بوده، تمایل و علاقهٔ آن‌ها به کارهای مشارکتی هم یک عامل دیگر در موفقیت آن‌ها در آزمایش بوده‌است. گروهی از عصب‌شناسان ایتالیایی، با بررسی ۵ نوزاد معلول پسر، دلیل عدم درک بقای شیء در این نوزادان را آسیب مغزی پیش از تولد تشخیص دادند. این موضوع نشان می‌دهد که بخشی از مغز نوزادان حتی پیش از تولد نیز به درک بقای شیء تخصیص داده شده‌است.

## در جانوران
آزمایش‌ها در پستانداران غیرانسانی، حاکی از این است که میمون‌ها قادرند تغییر مکان اشیاء نامرئی را در ذهن خود پی‌جویی کنند. همین‌طور تغییرمکان محرمانهٔ اشیاء در عضو قشر پیش‌پیشانی مجسم می‌شود، و همین‌طور آزمایش‌ها نشان داده‌اند که رشد لوب پیشانی با فراگیری استعداد بقای شیء در ارتباط است. برخی از شواهد در نوزادان انسان با این مسئله همخوانی دارد. برای مثال، شکل‌گیری سیناپس‌ها در لوب پیشانی در دورهٔ شیرخوارگی انسان به نقطهٔ اوج خود می‌رسد و آزمایش‌های جدید با استفاده از طیف‌بینی نزدیک به مادون قرمز برای گردآوری کردن داده‌های تصویر سیستم عصبی از نوزادان، نشان می‌دهد که عملکرد لوب پیشانی با تشخیص درست بقای شیء در ارتباط است.
در عین حال، توانایی درک بقای شیء در حیوانات دیگری هم نشان داده شده‌است. این موارد شامل سگ، گربه و چند مورد از پرندگان مثل کلاغ لاشه و زاغی است. سگ‌ها قادر به رسیدن به سطحی از درک بقای شیء هستند که اگر در زیر دو ظرف غذا گذاشته شود و سپس ظرف‌ها ۹۰ درجه چرخانده شوند، سگ قادر است ظرف صحیح را تشخیص دهد. همچنین گربه هم از توانایی درک مفهوم بقای شیء برخوردار است اما نه به اندازهٔ سگ. اگر گربه‌ای ببیند که چیزی از یک جهت وارد یک جسم می‌شود، و در حالی که گربه از جهت دیگر جسم وارد آن می‌شود، آن چیز هنوز در همان‌جا باشد، گربه قادر به تشخیص این مسئله نیست. مطالعات بلندمدت نشان می‌دهد که کلاغ لاشه قادر است به اندازهٔ انسان، استعداد تشخیص بقای شیء پیدا کند. در بین ۱۵ آزمایش متفاوتی که برای محک زدن توانایی درک بقای شیء از این پرنده به عمل آمد، تنها در مورد پانزدهم بود که کلاغ لاشه در آن ناتوان بود. در مطالعهٔ دیگری، بررسی شد که چقدر طول می‌کشد تا زاغی بتواند به اندازه‌ای مهارت بقای شیء کسب کند که برای زنده ماندنش به صورت مستقل کافی باشد؛ این آزمایش نشان داد که زاغی‌ها برای کسب مهارت بقای شیء، روند رشدی مشابه با روند رشد نوزاد انسان را طی می‌کنند. شواهد اخیر نشان دهنده این است که محدودیت‌های تبارزایشی سگ‌های اهلی باعث تغییر در توانایی آن‌ها در جابه‌جایی و درک فیزیکی آن‌ها از اشیای پنهان، شده‌است. به همین منظور آزمایشی با حضور سگ‌های خانگی و گرگ‌های خاکستری صورت پذیرفت. این آزمایش در دو حالت غیرقابل مشاهده (آزمایش ۱) و قابل مشاهده (آزمایش ۲) انجام شد. نتایج بدین صورت بود که سگ بالغ و گرگ عملکردی مشابه در جستجوی شیء ناپدید شده داشتند. نتیجه این بررسی این بود که سگ و گرگ فارغ از اهلی یا وحشی بودنشان عملکردی یکسان در شناخت فیزیکی و پیدا کردن اشیاء پنهان شده داشتند.

## دیگر حوزه‌های علمی
تحقیقات اخیر نشان داده‌اند که مفهوم بقای شیء پیوندی ناگسستنی با «پیوندهای اجتماعی» دارد. این مفهوم در زمینه فلسفه ذهن نیز مورد بررسی قرار گرفته‌است؛ بدین معنا که بقای شیء همان اختفای شیء دانسته شده و به بیانی دیگر نظریات پیاژه به وسیله برهان خلف مورد بررسی قرار گرفته‌اند. در روانکاوی این‌گونه استنباط می‌شود که درک بقای شیء در نوزاد وابسته به محرک‌ها (همانند اشیاء) و عوامل زیست‌محیطی مختلف است.
در فلسفه اسلامی بقای شیء بخشی حاصل از قوه خیال (که خود یکی از قوای نفس است) شمرده می‌شود.
بنا بر نظر ملاصدرا ادراک حسی مشروط به وجود شیء محسوس نزد آلت حسی است و با از بین رفتن تماس این دو، ادراک حسی هم از بین می‌رود. صورت محسوس با امداد الهی توسط قوه حاسه در نفس پدید می‌آید و نفس، قوه حسی و صورت محسوس با هم متحد هستند. پس از ایجاد صورت حسی، نفس آمادگی نگهداری صورت محسوس را پیدا می‌کند. در این مرحله ادراک خیالی شکل می‌گیرد. نفس با امداد الهی و به وسیله قوّه متخیّله، در خود، وجودی تازه می‌آفریند که همان صورت خیالی یا نقش ماندگار صورتی است که پیشتر به وسیله احساس برای نفس حاصل شده بود. نفس واجد صورت خیالی، قوه متخیله ایجادکننده صورت خیالی و خود صورت خیالی، همگی با یکدیگر متحدند و وجودی جدا از یکدیگر ندارند. صورت خیالی نیازی به ارتباط مستقیم با شیء محسوس ندارد اما همانند ادراک حسی، همچنان یک ادراک جزئی است و نه کلی. مرتبهٔ بالاتر ادراک عقلی است که فراتر از این بحث است (اتحاد عاقل و معقول).